# Canadá nos Jogos Paralímpicos
O Canadá participou pela primeira vez dos Jogos Paralímpicos em 1968, e enviou atletas para competirem em todos os Jogos Paralímpicos de Verão desde então, em relação aos Jogos Paralímpicos de Inverno a primeira participação do Canadá foi em 1976 e participou de todas as edições desde então.